# 원효암 (경기도)
원효암(元曉庵)은 조선 숙종 37년(1711년)에 북한산성 축성 이후 창건된 13개 사찰 중 하나로, 원효봉(元曉峰) 아래 10칸의 작은 암자로 승려 성능(聖能)이 창건하였다고 한다. 6.25전쟁 때 소실되었으나 다시 중건되었다.